# Realism romantic
Realismul romantic este un termen estetic care se referă de obicei la artă care combină elemente din romantism și realism. Termenii de „romantism” și „realism” au fost utilizați în diverse moduri, și sunt uneori privite ca fiind opuse.

## În literatură și artă
Termenul există demult în critica literară. De exemplu, relația lui Joseph Conrad cu realismul romantic este analizată în cartea din 1922 a lui Ruth M. Stauffer Joseph Conrad: His Romantic Realism. Relația lui Liam O 'Flaherty cu realismul romantic este discutată în cartea lui P. F. Sheeran The Novels of Liam O'Flaherty: A Study in Romantic Realism. Fiodor Dostoievski este descris ca un romantic realist în cartea lui Donald Fanger, Dostoevsky and Romantic Realism: A Study of Dostoevsky in Relation to Balzac, Dickens, and Gogol. Istoricul Jacques Barzun⁠(d) susținea că romantismul a fost în mod eronat deosebit de realism și afirma că „...realistul romantic nu clipește în fața slăbiciunii lui, ci își exercită puterea.”
Termenul nu este nou nici în critica de artă. Istoricul artelor John de Baur l-a descris ca „o formă de realism modificată pentru a exprima o atitudine sau un înțeles romantic”. Potrivit lui Theodor W. Adorno, termenul de „realism romantic” a fost folosit de Joseph Goebbels pentru a defini doctrina oficială a artei produse în Germania Nazistă⁠(d), deși această utilizare nu s-a răspândit.
Romanciera și filosoafa Ayn Rand se autodescria drept realistă romantică, și mulți adepți ai obiectivismului care activează în domeniul artelor folosesc acest termen despre propria orientare. Ca parte a esteticii ei, Rand definea realismul romantic ca o ilustrare a vieți „așa cum ar putea să fie și cum ar trebui să fie”. Ea scria: „Metoda realismului romantic este să facă viața mai frumoasă și mai interesantă decât este de fapt, și totuși să-i dea toată realitatea, și chiar o realitate mai convingătoare decât cea a existenței noastre de zi cu zi.”

## În muzică
"Realism" în muzică este adesea asociat cu utilizarea muzicii pentru reprezentarea unor obiecte, fie ele reale (ca în „Nunta țărănească” a lui Bedřich Smetana din Má vlast⁠(d)) sau mitologice (ca în Inelul nibelungilor de Richard Wagner). Muzicologul Richard Taruskin⁠(d) discută despre ceea ce el numește „romantismul negru” al lui Niccolo Paganini și Franz Liszt, adică dezvoltarea și utilizarea de tehnici muzicale care pot fi utilizate pentru a descrie sau a sugera creaturi sau obiect „grotești”, cum ar fi „râsul diavolului”, pentru a crea o „atmosferă de teroare”.  Astfel, „romantismul negru” al lui Taruskin este o formă de „realism romantic” implementat de virtuoșii secolului al XIX-lea cu intenția de a invoca frica sau „sublimul⁠(d)”.